# بني أحمد الغربية (المغرب)
بني أحمد الغربية هي قرية جبلية مغربية شمال المملكة. تنتمي بني أحمد الغربية لإقليم شفشاون. تضم هذه القرية 12.923 نسمة (إحصاء 2004).